# Antonio Vellere
Antonio Vellere (Sarcedo, 5 giugno 1913 – Cielo del Mediterraneo, 2 dicembre 1942) è stato un aviatore e militare italiano, pilota della specialità aerosiluranti durante la seconda guerra mondiale, dove fu decorato di Medaglia d'oro al valor militare alla memoria.

## Biografia
Nacque a Sarcedo il 5 giugno 1913 all'interno di una famiglia di contadini. A partire dal 1920 iniziò a frequentare le scuole elementari nel paese natale, conseguendo poi la licenza di scuola media presso il seminario di Vicenza. 
Sempre in seminario frequentò i primi anni di ginnasio, rientrando a Sarcedo prima del termine degli studi. In seguito diede gli esami di maturità da studente privatista presso il collegio Vescovile di Thiene. Il 31 agosto 1935 conseguì la maturità classica e magistrale, iniziando a lavorare come insegnante presso le scuole elementari di Santa Maria. Nel 1936 entrò nel Collegio Vescovile in Thiene svolgendo le funzioni di assistente per passare, nel 1937, al Collegio Cazzulani di Lodi, con gli stessi compiti.
Appassionatosi al mondo dell'aviazione, nel 1938 si arruolò nella Regia Aeronautica, entrando nelle Regia Accademia Aeronautica di Caserta. Volò per la prima volta da solo presso l'aeroporto di Cameri il 19 aprile del 1939, conseguendo il brevetto di pilota militare il 7 agosto dello stesso anno. Con il grado di sottotenente Pilota fu assegnato alla specialità caccia. Il 31 ottobre si laureò in lettere a pieni voti presso l’Università Cattolica di Milano.
Nel 1941 iniziò a frequentare la scuola tecnica per aerosiluranti di Aviano (Pordenone). Conseguito il relativo brevetto venne trasferito al 36º Stormo Aerosiluranti di stanza a Decimomannu in Sardegna. tale reparto era allora in fase di riequipaggiamento con i nuovi trimotori Savoia-Marchetti S.M.84.
Nel pomeriggio del 10 novembre 1942, a 10 miglia a nord di Algeri, partecipò all'azione condotta da cinque velivoli S.M.79 della 280ª Squadriglia del 130º Gruppo Aerosiluranti, guidati dal maggiore Massimiliano Erasi, che affondarono una nave scorta britannica, lo sloop Ibis.
Il 2 dicembre durante un attacco contro navi inglesi davanti ad Orano nel Mediterraneo, il suo S.M.79 venne abbattuto dai caccia nemici, e ciò causò la morte di tutto l'equipaggio. Della sua unità forte di nove apparecchi, la 280ª Squadriglia del 130º Gruppo Autonomo, solamente tre ritornarono alla base. Per questa azione gli venne assegnata la Medaglia d'oro al valor militare.
Il 24 giugno 1979 il Comune di Sarcedo inaugurò un monumento alla sua memoria, posto antistante la chiesa di Santa Maria. Anche il Comune di Fiumicino ha voluto onorare la sua memoria intitolandogli una via a Guidonia-Montecelio.

### Annotazioni
1. ↑  Egli aveva come gregari il capitano Giuseppe Cimicchi, e i tenenti Guido Focacci, Nino Meschiari e Antonio Vellere.
2. ↑  A bordo si trovavano anche il secondo pilota Mario Gattelli, il motorista Carlo Gelusei, il marconista Armando Marras, e l'armiere Antonio Maione.

### Fonti
1. 1 2 3 4 5  Ufficio Storico dell'Aeronautica Militare 1969, p. 277.
2. 1 2  Ufficio Storico dell'Aeronautica Militare 1977, p. 115.
3. ↑  Ufficio Storico dell'Aeronautica Militare 1977, p. 116.
4. ↑  Gori 2006, p. 17.
5. ↑  Brotzu, Caso, Cosolo 1972, p. 66.
6. ↑  D.P.C.S. 21 maggio 1947 (B.U. 1947 disp. 15 pag. 1093 e B.U. 1959 suppl. 7 pag. 224).
7. ↑  Sito web del Quirinale: dettaglio decorato.